# Juan Camilo Hernández
Camilo Hernández (Cali, Valle del Cauca, Colombia; 20 de abril de 1993) es un futbolista colombiano. Juega como mediocentro y actualmente es jugador libre.

## Trayectoria

### Cortuluá
Debutó la temporada 2010 con el Cortuluá hasta el primer semestre de 2012, jugó partidos de Torneo y Copa Postobón con el técnico Néstor Rodríguez y luego con Fernando Velasco.

### América de Cali
Tras buenas actuaciones con el cortuluá llegó a las divisiones Menores del América donde tuvo destacadas participación en el Campeonato Sub-20 sin embargo no recibió el aval del técnico Eduardo Lara; Para la temporada 2013 jugara con América de Cali de la Categoría Primera B.

### Los Caimanes
A mediados del 2018 llegó a Los Caimanes de la Segunda División del Perú, fue uno de los principales jugadores de los verdolagas, sin embargo, no pudo clasificar a la liguilla final. Jugó 22 partidos y anotó 1 gol.

### Atlético Grau
En el 2019 con el aval del Técnico Wilmar Valencia el mono Hernández es contratado por el Atlético Grau para toda la temporada 2019. 
Jugó partidos claves que hicieron sumar puntos para el ascenso a la Liga 1 y para ganar la Copa Bicentenario.
Fue hombre clave en partidos trascendentales para el Atlético Grau.

## Clubes
| Club                | País     | Año         |
| ------------------- | -------- | ----------- |
| Cortuluá            | Colombia | 2011 - 2012 |
| América de Cali     | Colombia | 2013 - 2014 |
| Deportivo Pasto     | Colombia | 2014        |
| Atlético F.C.       | Colombia | 2015 - 2016 |
| Los Caimanes        | Perú     | 2018        |
| Atlético Grau       | Perú     | 2019        |
| Carlos Stein        | Perú     | 2020        |
| Cultural Santa Rosa | Perú     | 2020 - 2021 |

## Estadísticas
| Club                       | Div                 | Temporada           | Liga  | Liga  | Copa Nacional | Copa Nacional | Copa Internacional | Copa Internacional | Total | Total |
| Club                       | Div                 | Temporada           | Part. | Goles | Part.         | Goles         | Part.              | Goles              | Part. | Goles |
| -------------------------- | ------------------- | ------------------- | ----- | ----- | ------------- | ------------- | ------------------ | ------------------ | ----- | ----- |
| Cortulua · Colombia        | 2ª                  | 2011                | 1     | 0     | 1             | 0             | -                  | -                  | 2     | 0     |
| Cortulua · Colombia        | 2ª                  | 2012                | 0     | 0     | 1             | 0             | -                  | -                  | 1     | 0     |
| Cortulua · Colombia        | Total               | Total               | 1     | 0     | 2             | 0             | 0                  | 0                  | 3     | 0     |
| America de Cali · Colombia | 2ª                  | 2013                | 8     | 0     | 7             | 0             | -                  | -                  | 15    | 0     |
| America de Cali · Colombia | 2ª                  | 2014                | 8     | 0     | 0             | 0             | -                  | -                  | 8     | 0     |
| America de Cali · Colombia | Total               | Total               | 16    | 0     | 7             | 0             | 0                  | 0                  | 23    | 0     |
| Deportivo Pasto · Colombia | 1ª                  | 2014                | 1     | 0     | 3             | 0             | -                  | -                  | 4     | 0     |
| Deportivo Pasto · Colombia | Total               | Total               | 1     | 0     | 3             | 0             | 0                  | 0                  | 4     | 0     |
| Atlético FC · Colombia     | 2ª                  | 2015                | 17    | 0     | 2             | 0             | -                  | -                  | 19    | 0     |
| Atlético FC · Colombia     | 2ª                  | 2016                | 9     | 0     | 4             | 0             | -                  | -                  | 13    | 0     |
| Atlético FC · Colombia     | Total               | Total               | 26    | 0     | 6             | 0             | 0                  | 0                  | 32    | 0     |
| Los Caimanes · Perú        | 2ª                  | 2018                | 22    | 1     | 0             | 0             | -                  | -                  | 15    | 1     |
| Los Caimanes · Perú        | Total               | Total               | 15    | 1     | 0             | 0             | 0                  | 0                  | 15    | 1     |
| Total en su carrera        | Total en su carrera | Total en su carrera | 59    | 1     | 18            | 0             | 0                  | 0                  | 77    | 1     |

## Palmarés

### Campeonatos nacionales
| Título            | Club          | País | Año  |
| ----------------- | ------------- | ---- | ---- |
| Copa Bicentenario | Atlético Grau | Perú | 2019 |